# Монаньи-ле-Бон
Монаньи́-ле-Бон (фр. Montagny-lès-Beaune) — коммуна во Франции, находится в регионе Бургундия. Департамент коммуны — Кот-д’Ор. Входит в состав кантона Бон-Юг. Округ коммуны — Бон.
Код INSEE коммуны — 21423.

## Население
Население коммуны на 2010 год составляло 662 человека.
| 1962 | 1968 | 1975 | 1982 | 1990 | 1999 | 2010 |
| ---- | ---- | ---- | ---- | ---- | ---- | ---- |
| 255  | 255  | 301  | 610  | 763  | 715  | 662  |

## Экономика
В 2010 году среди 459 человек трудоспособного возраста (15—64 лет) 330 были экономически активными, 129 — неактивными (показатель активности — 71,9 %, в 1999 году было 76,4 %). Из 330 активных жителей работали 314 человек (154 мужчины и 160 женщин), безработных было 16 (7 мужчин и 9 женщин). Среди 129 неактивных 29 человек были учениками или студентами, 78 — пенсионерами, 22 были неактивными по другим причинам.